# Piers Plowman

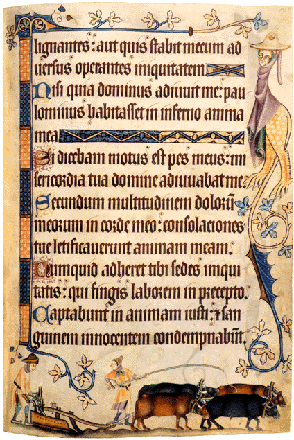
Foli d'un manuscrit del segle XIV

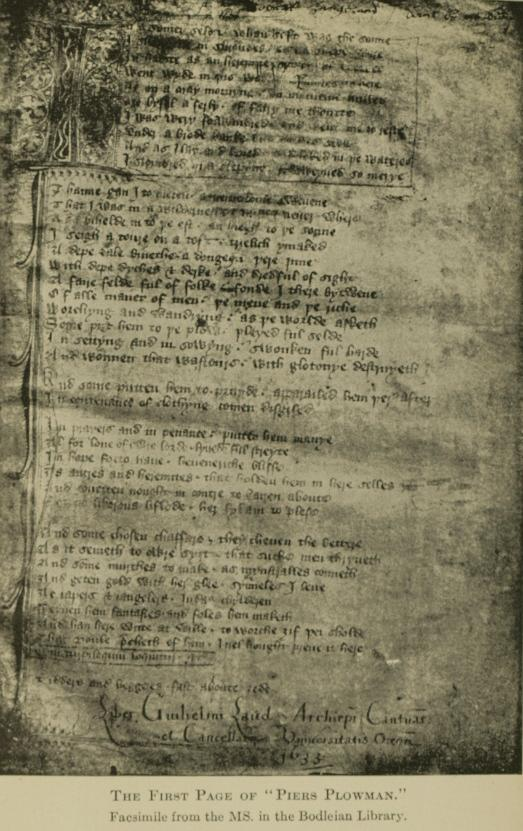

Piers Plowman (en llatí, Visio Willelmi de Petro Ploughman, 1360–1399) és un poema  al·legòric en anglès mitjà escrit per William Langland en versos al·literatius sense rima.
Piers Plowman és considerada per molts crítics com una de les primeres grans obres de la literatura anglesa, de l'edat mitjana, juntament amb Els Contes de Canterbury de Geoffrey Chaucer i Sir Gawain i el Cavaller Verd,
L'obra està dividida en "passus" (en llatí, "passos"), dels que Langland en va treure vàries revisions, fet que va contribuir a que hi hagi fins 52 manuscrits de poema final de Piers Plowman, del que hi ha com a mínim tres versions, (o possiblement quatre).

## Descripció
El poema explica tres visions dins d'un somni que té el protagonista quan s'adorm caient en un profund son, prop dels pujols de Malvern.
- En la primera visió, l'Església catòlica (amb la Dama Recompensa) tracta de seduir al somiador amb riqueses i tot tipus de béns materials.
- En la segona, el protagonista contempla a Piers Plowman, un humil i esforçat camperol que guia a una multitud de penitents a la recerca de la Santa Veritat.
- En la tercera visió, el somiador tracta de buscar el millor i el més gran, però fracassa en el seu intent i abans d'aconseguir-ho, mor de fam i a conseqüència d'unes febres.

Sembla que la font d'inspiració principal de l'obra Piers Plowman de William Langland es troba en "La Cançó del Camperol" (Song of the husbandman), un poema on es denuncia clarament la situació de la pagesia i el clima d'explotació en què viu. A diferència d'altres poemes satírics i morals de l'època, aquest text està escrit en primera persona amb la finalitat de fer més vius els fets que denuncia a favor dels camperols oprimits i en contra dels explotadors, recollits aquests en la figura dels funcionaris del rei.